# إيزابيل كادزبان
إيزابيل ماري كادزبان ماهوني (مواليد 20 ديسمبر 2001) هي لاعبة كرة قدم تشيلية أمريكية المولد تلعب كمهاجمة لفلوريدا كرازي كروش والمنتخب التشيلي الوطني للسيدات.